# TGV Thalys PBA
TGV Thalys PBA – francuski elektryczny zespół trakcyjny należący do rodziny pociągów TGV. W nomenklaturze SNCF pociągi te są oznaczone jako klasa TGV 380000. Jest to druga generacja pociągów TGV, zbudowana przez firmę GEC Alsthom w roku 1996. 
Zbudowano 10 pociągów tego typu o numerach 4531 - 4540. Technicznie są identyczne z TGV Réseau, jedyna różnica to inne malowanie oraz wystrój wnętrza, a także modyfikacja pantografów, pozwalająca tym pociągom wjeżdzać do Holandii, gdzie występują mosty zwodzone pozbawione górnej sieci trakcyjnej. 
Nazwa PBA pochodzi od pierwszych liter nazw głównych miast, obsługiwanych przez te pociągi: Paryża, Brukseli i Amsterdamu.